# Pingjumer Gulden Halsband
De Pingjumer Gulden Halsband is een ringdijk rond het Friese dorp Pingjum.

## Geschiedenis
De Pingjumer Gulden Halsband beschermde het dorp Pingjum tegen het water in de zeearm de Marne. De dijk is grotendeels aangelegd in de 10e eeuw en werd voltooid rond 1100 met de aanleg van de Griene Dyk. Vanaf die tijd werd het achterliggende gebied beschermd tegen overstromingen. Ook toen in de nacht van 3 op 4 februari 1825 de Friese zeedijken doorbraken tijdens een vliegende westerstorm, bleef Pingjum gespaard dankzij de dijk. Omdat na die tijd het accent bij de bescherming tegen het zeewater op de zeedijken kwam te liggen, verloren binnendijken, als de Pingjumer Gulden Halsband, hun waterkerende functie. In 1892 besloot het provinciebestuur van Friesland om een einde te maken aan de Pingjumer Gulden Halsband als zeewering. Daarna is de dijk deels afgegraven. Op meerdere plaatsen in het landschap is de dijk echter nog steeds goed herkenbaar.